# Drets del col·lectiu LGBT a Burundi

Aquest és un article sobre els drets LGBT a Burundi. Les persones lesbianes, gais, bisexuals i transsexuals a Burundi han d'afrontar reptes legals que no experimenten els residents no LGBT. Burundi criminalitza l'activitat sexual entre persones del mateix sexe tant per homes com per dones.

## Lleis relatives a les relacions sexuals entre persones del mateix sexe
Segons una traducció no oficial de l'article 567 del Codi Penal de Burundi, una persona que té relacions sexuals amb algú del mateix sexe pot ser sancionat amb empresonament de tres mesos a dos anys i una multa de 50.000 a 100.000 francs.
L'1 de juliol de 2009, un jove va ser arrestat per presumpta comissió de violència sexual contra el patró d'un club a Bujumbura. Més tard, la policia va declarar que l'home va ser arrestat per ser gai, però es va oferir a alliberar el sospitós a canvi de diners. La intervenció de les organitzacions no governamentals de drets humans i de la comunitat LGBT va ajudar a aconseguir el seu alliberament de la custòdia de la policia. El 2012, dues lesbianes van ser detingudes i posteriorment alliberades. El setembre de 2014, un empleat vietnamita de la companyia telefònica Viettel fou enxampat en relacions sexuals amb un home burundès a la província de Karuzi. L'home burundès va al·legar que era sexe no consensuat i el vietnamita va ser detingut. Les autoritats van tancar el cas tres dies després per manca de proves. El 2 de novembre de 2016 el Tribunal Superior de la província de Cibitoke va condemnar a un any de presó un jove de 15 anys que va admetre la violació d'un noi de set anys. L'adolescent va ser acusat de violació d'un menor i d'homosexualitat.

## Reconeixement de les relacions entre persones del mateix sexe
L'article 29 de la Constitució de Burundi prohibeix el matrimoni entre persones del mateix sexe.

## Adopció de nens
Segons un lloc web del govern francès, les persones solteres i casades poden optar per adoptar fills. El lloc web no diu si les persones LGBT estan desqualificades.

## Condicions de vida
L'Informe sobre Pràctiques dels Drets Humans per Països del Departament d'Estat dels Estats Units per al 2016 van afirmar que:
| « | Actes de violència, discriminació i altres abusos basats en l'orientació sexual i la identitat de gènere La llei penalitza els actes sexuals entre persones del mateix sexe amb sancions que van des de multes a empresonaments de tres mesos a dos anys. Segons Burundi Africa Generation News, el 2 de novembre el Tribunal Superior de la Província de Cibitoke va condemnar un jove de 15 anys que va admetre la violació d'un nen de set anys a un any presó. L'adolescent va ser acusat de violació d'un menor i homosexualitat. No hi va haver altres informes de processament per homosexualitat durant l'any. El Centre Remuruka de Bujumbura va oferir serveis urgents a la comunitat LGBTI. El govern no va donar suport ni va dificultar les activitats de les organitzacions locals LGBTI o del centre. | » |

## Taula resum
| Activitat sexual legal amb el mateix sexe                     | (Pena: fins a 2 anys de presó)          |
| Mateixa edat de consentiment                                  | No                                      |
| Lleis antidiscriminació a la feina                            | No                                      |
| Lleis antidiscriminació en la prestació de béns i serveis     | No                                      |
| Matrimoni del mateix sexe                                     | (Prohibició constitucional des de 2005) |
| Lleis antidiscriminació en el discurs de l'odi i la violència | No                                      |
| Reconeixement de les parelles del mateix sexe                 | No                                      |
| Adopció de fillastres per parelles del mateix sexe            | No                                      |
| Adopció conjunta per parelles del mateix sexe                 | No                                      |
| Prestació de servei militar per gais i lesbianes              |                                         |
| Dret legal a canviar de gènere                                | No                                      |
| Accés a la fecundació in vitro per lesbianes                  | No                                      |
| Subrogació comercial per a parelles d'homes homosexuals       | No                                      |
| Permís per donar sang als MSMs                                | No                                      |